# Радисон (Саскачеван)
Радисон (енгл. Radisson) је урбано насеље са административним статусом варошице у централном делу канадске провинције Саскачеван. Насеље лежи на месту где се провинцијски друм 340 састаје са трансканадским аутопутем 16 на око пола пута између градова Норт Бетлфорд и Саскатун (обадва удаљена око 70 км). На око 12 км јужно од насеља протиче река Северни Саскачеван. Најближе веће насеље је варошица Лангам (око 30 км југоисточно). Северно од варошице налази се истоимено језерце. 
Варошица је име добила по француско-канадском истраживачу и трговцу крзнима Пјеру Есприју Радисону (1636—1710) који је био и један од оснивача трговачке Компаније Хадсоновог залива.
Привреда варошице ослања се на сточарску производњу (углавном узгој говеда) и узгој житарица.

## Историја
Насељавање овог подручја започело је почетком прошлог века, а прве јавне грађевине отворене су 1904. Железница је прошла кроз насеље 1905, а исте године насеље је добило чак 65 нових објеката укључујући и железничку станицу, хотел и велики силос за жито. Већ следеће године отворена је и зграда школе. 
Насеље је административно уређено као село 1906, а од 1913. има административни статус провинцијске варошице.

## Демографија
Према резултатима пописа становништва из 2011. у варошици је живело 505 становника у укупно 257 домаћинстава, што је за чак 20% више у односу на 421 житеља колико је регистровано 
приликом пописа 2006. године.
| 2001. | 2006. | 2011. |
| ----- | ----- | ----- |
| 401   | 421   | 505   |